# Anne Fontaine (entreprise)

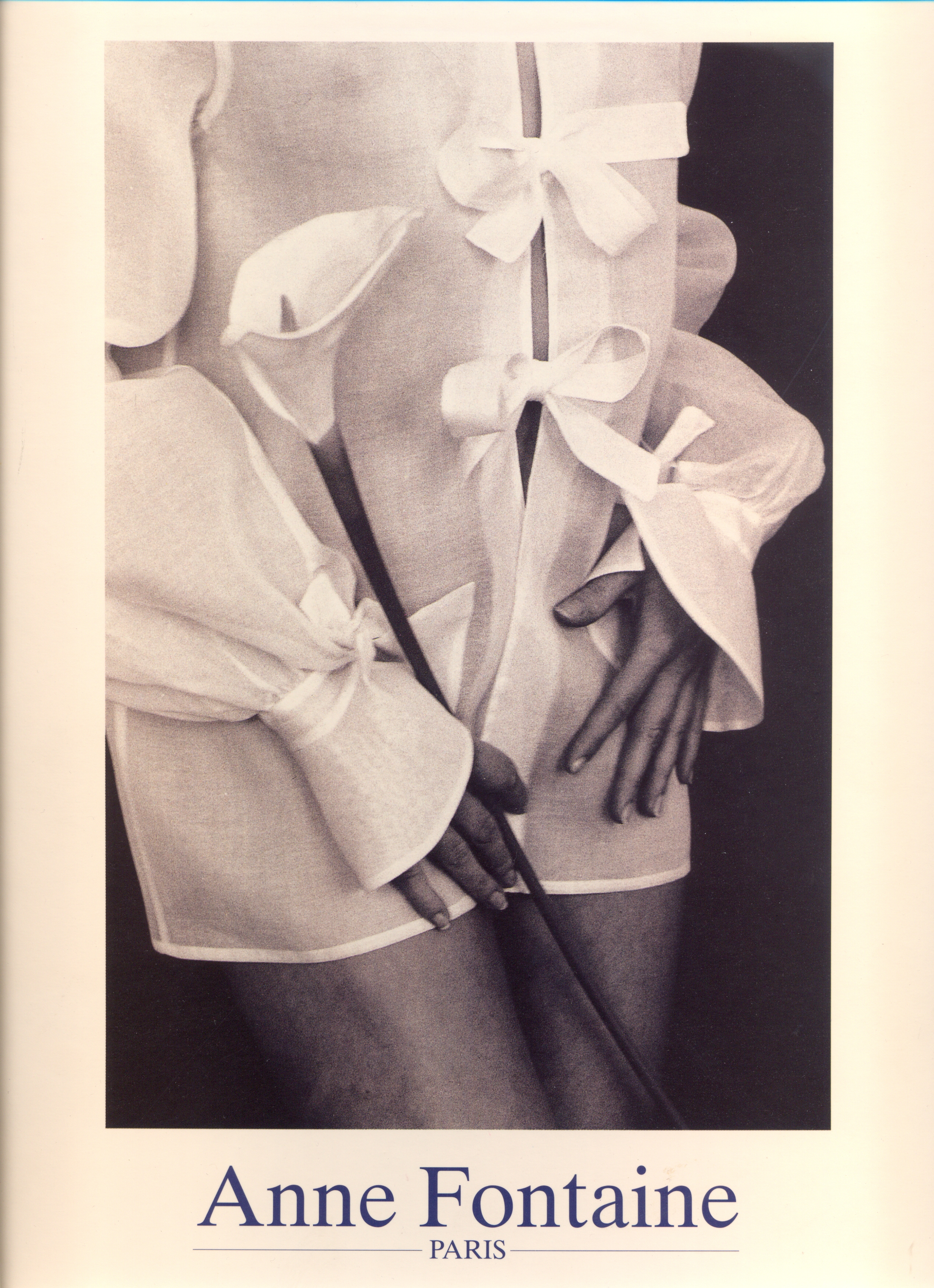
Première chemise Anne Fontaine

Pour les articles homonymes, voir Anne Fontaine et Fontaine.
Anne Fontaine est une marque de prêt à porter et accessoires féminins essentiellement connue pour ses chemisiers blancs commercialisés avec des matières comme la soie, la dentelle, le lin, ou le coton, avec des formes et coupes variées, les doubles cols, les laçages, ainsi que de nombreux détails de finition.

## Historique
Anne Fontaine, de son vrai nom jamais usité d'Ana Fontaine, est née en 1971 d'une mère brésilienne et d'un père franco-allemand, à Rio de Janeiro. Elle réalise son premier modèle à l'âge de dix ans. Sept ans plus tard, elle part vivre six mois dans la forêt amazonienne au nord-est du Brésil. À l'âge de 20 ans, elle s'installe à Paris où elle rencontre son mari Ari Zlotkin. L'entreprise familiale de confection de chemises de celui-ci étant en difficulté, ils décident de fonder la marque Anne Fontaine spécialisée dans les chemisiers, blancs,. Anne Fontaine reçoit la médaille de chevalier de l’ordre national du Mérite en 2000. Depuis 2015, elle vit à New York avec sa famille et se rend à Honfleur chaque mois pour travailler avec son équipe.

### L'entreprise
La marque est fondée par sa créatrice éponyme et son mari en 1993, avec l'ouverture d'un premier point de vente à Paris dans le quartier de Saint-Germain-des-Prés l'année suivante, puis d'un réseau national, et enfin international par la suite ; une première ouverture a lieu à Boston, suivie de Tokyo en 1995, New York en 1997 ou la Chine en 2005, et de nouveau à Tokyo l'année suivante. De nos jours, la marque Anne Fontaine dispose en propre d'une trentaine de points de vente en Europe, autant aux États-Unis, une quinzaine dans le reste du monde, et plus de 300 en multimarque. Certaines boutiques sont décorées par les architectes Andrée Putman, ou Gabriel Kowalski.
En 2007, la marque de prêt à porter se diversifie avec la création d'une ligne d'accessoires.
Les studios de création sont situés à Honfleur dans le Calvados, depuis 1998 et la marque estime son chiffre d'affaires annuel d'environ 100 millions de dollars dont un tiers aux États-Unis.
Anne Fontaine crée en octobre 2011 une fondation à son nom pour protéger de la forêt brésilienne Mata Atlântica dans l’état de Bahia, organisation non gouvernementale.
L'entreprise dispose à fin 2018 de 8 points de vente.

### Article de presse
- Interview :, « La vie en vert d'Anne Fontaine », Elle, no 3441,‎ 9 décembre 2011, p. 202 (ISSN 0013-6298)